# ZALA Ланцет
ZALA Lancet (БПЛА Ланцет, Изделие 51/52) — беспилотный/барражирующий боеприпас, разработанный российской компанией ZALA (входит в группу компаний «Калашников»); главным конструктором называют Александра Захарова.
Впервые «Ланцет» был представлен в июне 2019 года во время военной выставки «Армия-2019», проходившей в Москве.
Создан c использованием наработок по ZALA Куб-БЛА, но по другой аэродинамической схеме и существенно отличается по тактико-техническим характеристикам.
Предназначен для поражения наземной техники и других важных целей на переднем крае и в ближнем тылу противника. Производитель также проводит эксперименты по поражению крупных вражеских ударных БПЛА в полёте.

## Описание

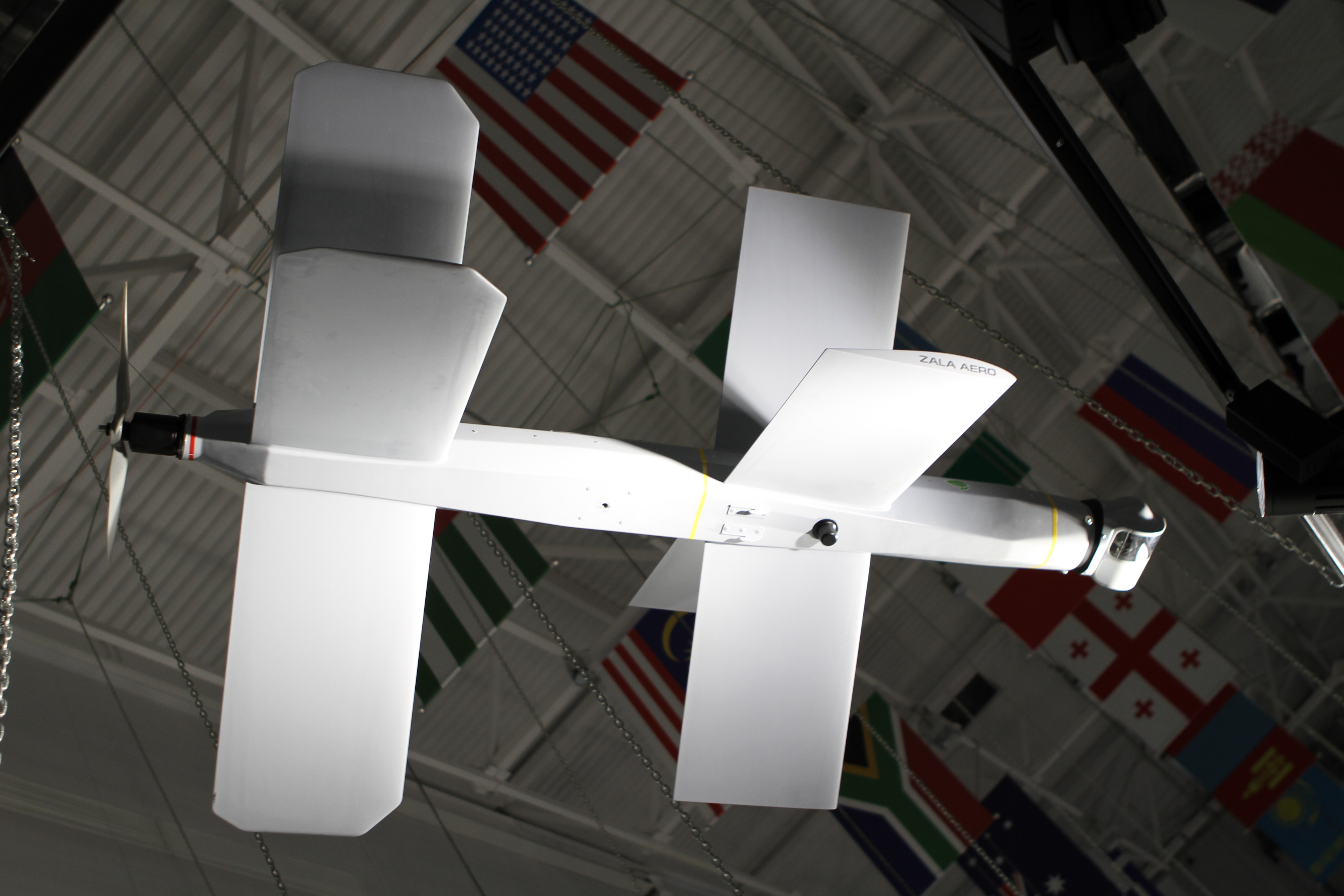
«Ланцет», вид сбоку

«Ланцет» может использоваться как для ударных, так и для разведывательных задач, имеет максимальную дальность полета 40—50 км, в зависимости от версии, и максимальную взлетную массу (MTOW) около 12 кг. Использует электродвигатель для снижения заметности в аудио- и тепловом диапазонах, максимальное время полёта — 40 минут.
Может быть вооружен как осколочно-фугасными, так и кумулятивными боевыми частями. Имеет оптико-электронное наведение, а также блок телевизионного наведения, что позволяет управлять боеприпасом на конечном этапе полета.
Беспилотник оснащен интеллектуальными, навигационными и коммуникационными модулями. Особенностью БПЛА является то, что его модули наведения сменные и могут меняться под задачу; доступный спектр датчиков достаточно широк: камеры в инфракрасном и видимом диапазоне, наведение на лазерный целеуказатель, ассистирующие датчик поиска целей газоанализатором и радиометром. В качестве бортовой аппаратуры управления «Ланцет» использует модуль Jetson TX2 американской компании NVIDIA, а для реализации программируемой логики — модуль SoC Xilinx Zynq американской компании Xilinx.
Не использует спутниковую навигацию.
Имеет защиту от лазерного оружия[какого?].
Как утверждает изготовитель, дрон малозаметен для радаров ПВО из-за своих малых размеров и преимущественного использования в конструкции композитных материалов.

## Воздушное минирование
Разработчики БПЛА «Ланцет» предлагают инновационную концепцию «воздушного минирования» от вражеских БПЛА, но о практическом его применения в боевой ситуации неизвестно.
По словам главного конструктора Zala Aero Александра Захарова, «Ланцет» может использоваться как инновационное средство ПВО для уничтожения более крупных и более дорогих БПЛА противника. При обнаружении вражеского дрона «Ланцет» может на короткое время разгоняться до 300 км/ч, чтобы его настичь.
Часть источников описывает тактику охоты на крупные ударные БПЛА противника с помощью группы «Ланцетов», которые встречают ударный БПЛА в каком-то секторе.

## История применения
В апреле 2021 года использовался для нанесения ударов по боевикам в провинции Идлиб в ходе российской военной операции в Сирии.
Используется в ходе вторжения России на Украину, пик использования пришёлся на лето 2023 года, с началом наступления ВСУ. Российская сторона использовала «Ланцет» для ударов по украинским артиллерийским и противовоздушным самоходным установкам, танкам и БТР. Так, на 3 октября 2023 года, по данным сайта Lost Armor, отмечаются 667 видеозаписей атак с помощью БПЛА, которые повлекли за собой в 210 случаях — уничтожение цели, в 355 — повреждение цели. В том числе из них: 10 буксируемых орудий, 7 САУ, 6 ЗРК, 4 радиолокационные станции, а также радиорелейной станции, используемой для управления Байрактаром. Кроме того, имеется 6 попаданий по танкам и 8 — по БТР.
В тот же период отмечается 48 промахов и 2 удара по ложным целям (один из них был подтверждён как «дружественный огонь» по российской ложной цели), а также 52 применения, в которых невозможно точно идентифицировать итог.
7 июня 2023 появилась видеозапись, где один из ключевых компонентов, входящий в состав зенитно-ракетного комплекса IRIS-T SLM, радар противовоздушной обороны TRML-4D был атакован «Ланцетом». Степень вероятного повреждения неясна.
В сентябре 2023 года БПЛА «Ланцет» поразил на аэродромной стоянке украинский МиГ-29, находящийся на удалении 80 км.
По информации The National Interest, при помощи БПЛА «Ланцет»  было уничтожено почти 50% артиллерийских систем стран НАТО, используемых украинской стороной во время российского вторжения. 

## Варианты
«Ланцет» выпускается в тяжёлой («Ланцет-3») и легкой («Ланцет-1») версиях. Однако ТТХ версий существенно меняются в зависимости их субмодификаций, так как производитель постоянно увеличивает дальность полета дрона и другие характеристики.
«Ланцет-3»
Базовый и более крупный вариант
Запас хода: 40 минут
Дальность полета: 40—70 км в зависимости от субмодификации
Полезная нагрузка или боевая часть: 3 кг
Взлетная масса: 12 кг
Крейсерская скорость: 80—110 км/ч
Максимальная скорость в режиме «воздушного минирования»: 300 км/ч
«Ланцет-1»
Уменьшенная версия «Ланцета-3».
Запас хода: 30 минут
Полезная нагрузка или боевая часть: 1 кг
Взлетная масса: 5 кг
Дальность полета: 40 км

## Оценки
По словам Сэмюэла Бендетта, старшего научного сотрудника Центра новой американской безопасности, увеличение производства «Ланцетов» поощряется МО РФ, поскольку это дешёвый способ (стоимость одного такого БПЛА составляет около 35 тысяч долларов) уничтожения дорогостоящей западной техники. Бендетт утверждает, что новая модель «Ланцет-3» обладает дальностью полета до 50 миль (80,4 км) и способна поражать цели в глубине украинских позиций, недоступной для других российских беспилотников-камикадзе. Из украинской техники наибольшую опасность «Ланцеты» представляют для установок «Град».